# Brasserie La Binchoise

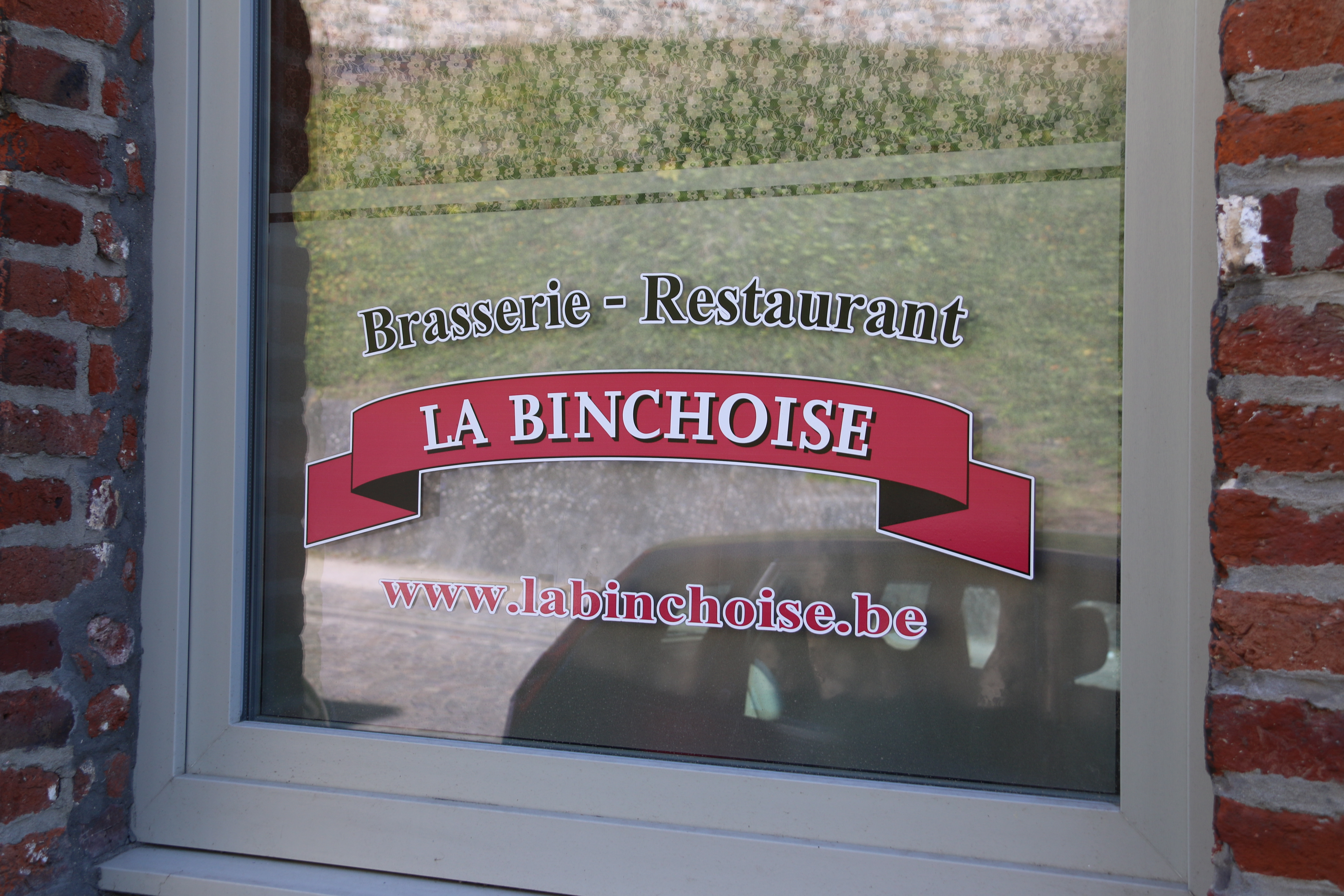

Brasserie La Binchoise is een Belgische brouwerij te Binche in de provincie Henegouwen.

## Geschiedenis
In 1847 was er op deze plaats al sprake van een brouwerij, geëxploiteerd door de familie Pourbaix. In 1871 werd deze verkocht aan Jules Paternotte en in 1928 werden de activiteiten gestaakt. In 1989 werden door meesterbrouwer André Graux de brouwactiviteiten hervat in de voormalige mouterij. In 1987 had hij al twee bieren gecommercialiseerd onder de namen Le Fakir en Réserve Marie de Hongrie, die werden herdoopt in Binchoise Blonde en Binchoise Brune.
In 1995 behaalde de brouwerij op de World Beer Championships te Chicago een platina medaille voor Cuvée Spéciale Noël en goud voor hun Bière des Ours.
In 2002 nam Bruno De Ghorain de roerstok over. Naast de brouwerij bevinden zich ook een restaurant en een brouwerijmuseum.

## Bieren
- 1549, amber, 7%
- Belge, amber, 5%
- Bière des Ours, 8,4%
- Flora, 7%
- La Binchoise Blonde, 6,2%
- La Binchoise Brune, 8,2%
- La Binchoise Spéciale Noël, winterbier, 9%
- La Binchoise Triple, 9%
- Rose des Remparts, frambozenbier, 4,5%
- La Binchoise Xo, 12%